# 蘇希尼奇
54°06′N 35°21′E / 54.100°N 35.350°E
蘇希尼奇 （俄语：Сухи́ничи）是俄罗斯卡卢加州中部的一个城市，距离州府卡卢加西南150公里，2002年人口16,387人。
始於18世紀，1840年建市。